# 2015年3月20日日食

全食帶附近的動畫特寫

2015年3月20日日食是一次日全食，發生於2015年3月20日。新月當天（即朔日），地球上觀測到月球和太阳的角距離極小，此時月球如果恰好在月球交點附近，穿過太阳和地球之間，與地球、太阳接近一直線，則會出現日食。月球本影接觸地表而使該區域完全得不到陽光，就會形成日全食，同時在本影兩側數千公里的半影範圍內遮擋部分陽光，形成日偏食。此次日全食經過了法罗群岛和斯瓦尔巴群島，日偏食則覆蓋了歐亞大陸北部和非洲北部及周邊部分地區。

## 日食概況

### 出現區域
此次日食開始時，月球的本影在加拿大拉布拉多以東約640公里、格陵蘭以南約690公里的大西洋西北部洋面最先接觸地球，當地在日出時最先看到日全食。然後本影向東北方移動，經過大西洋北部和北冰洋，途中在法罗群岛以北約220公里的挪威海南部海域達到最大食分。極為巧合的是，此次日食的全食帶結束於北極點，該點是地球上最後看到日全食的地方。而當天正好是春分，即北極點從持續半年的極夜進入接下來半年極晝的日子，因此日全食使極晝開始幾小時後，短暫地失去幾分鐘的陽光。
此次日全食本影經過的幾乎都是海洋，覆蓋的陸地僅包括丹麥王國海外自治領地法罗群岛和挪威非建制地區斯瓦尔巴群島：
- 法罗群岛全境；
- 斯瓦尔巴除東南部的白島、卡爾王地群島、埃季島東半部、千島群島（英语：Tusenøyane）、希望島、熊島及周邊小島外餘下的大部分。[3][4]

而2016年3月9日的下一次日全食和本次一樣，月球本影經過的陸地也全都是島嶼。
除了狹窄的全食帶內能看見日全食之外，月球半影覆蓋範圍內都能看到日偏食，包括格陵蘭的大部分地區、整個歐洲、非洲北部、阿拉伯半島以北的中東地區、中亞大部分地區、西伯利亞西部、蒙古西部和新疆大部分地區。
此次日食之後，整個欧洲直到2026年8月12日都將不再有日全食出現。

此次日全食過程中月影在地表移動的動畫

### 基本參數
- 類型：日全食
- 食甚中心處（位於法罗群岛以北約220公里的挪威海）資料：
  - 時間：2015年3月20日9:45:39.2
  - 地點：64°25.9′N 6°38.8′W / 64.4317°N 6.6467°W
  - 食分：1.0446（全食帶內最大）
  - 本影寬度：462.6公里
  - 日全食持續時間：2分46.9秒
- 全食最長處資料：
  - 時間：2015年3月20日9:45:17
  - 地點：64°17′N 6°54′W / 64.283°N 6.900°W
  - 本影寬度：463.3公里
  - 日全食持續時間：2分46.9秒（全食帶內最長）[7]

## 相關的日月食

### 月全食
2015年4月4日的月全食在本次日全食後半個月發生，同屬一個食季。這是自2003年11月9日的月全食和2003年11月23日的日全食以來首次出現一個食季中的日食和月食均為全食，即日全食和月全食相隔僅半個月相繼發生，而下一次出現則要等到2033年3月30日的日全食和2033年4月14日的月全食。

### 2015-2018年的日食
月球交替位於相對的月球交點時，以半個交點年（食年），即約177天又4小時間隔出現下列日食。
| 日食列表  |           |           |           |           |           |           |           |           |           |           |           |
| 1997-2000 | 2000-2003 | 2004-2007 | 2008-2011 | 2011-2014 | 2015-2018 | 2018-2021 | 2022-2025 | 2026-2029 | 2029-2032 | 2033-2036 | 2036-2039 |

| 降交點                                                        | 降交點                   |                            | 升交點                   | 升交點 |
| 沙羅周期                                                      | 地圖                     | 沙羅周期                   | 地圖                     |        |
| 120 斯瓦尔巴朗伊爾城的日全食                                  | 2015年3月20日 全食       | 125                        | 2015年9月13日 偏食（南） |        |
| 130 印尼巴厘巴板的日全食                                      | 2016年3月9日 全食        | 135 留尼汪億唐塞拉的日環食 | 2016年9月1日 環食        |        |
| 140 阿根廷布宜諾斯艾利斯的日偏食                              | 2017年2月26日 環食       | 145 美国卡斯珀的日全食     | 2017年8月21日 全食       |        |
| 150 阿根廷奧利沃斯的日偏食                                    | 2018年2月15日 偏食（南） | 155 芬兰胡伊蒂寧的日偏食   | 2018年8月11日 偏食（北） |        |
| 註：2018年7月13日和2019年1月6日的日偏食屬於下一組交點年系列。 |                          |                            |                          |        |

### 沙羅周期
沙羅周期長度為18年11天。本次日食屬於沙羅週期120，共包含71次日食，依次為933年5月27日至1041年7月30日的7次日偏食、1059年8月11日至1492年4月26日的25次日環食、1510年5月8日至1564年6月8日的4次全環食（亦稱混合食）、1582年6月20日至2033年3月30日的26次日全食、2051年4月11日至2195年7月7日的9次日偏食，總共歷時1262.11年。其中最長的全食發生於1997年3月9日，共持續了2分50秒。
下表列舉了1901年至2100年間發生的屬於該周期的日食，是第55至65次：
| 55            | 56            | 57            |
| ------------- | ------------- | ------------- |
| 1907年1月14日 | 1925年1月24日 | 1943年2月4日  |
| 58            | 59            | 60            |
| 1961年2月15日 | 1979年2月26日 | 1997年3月9日  |
| 61            | 62            | 63            |
| 2015年3月20日 | 2033年3月30日 | 2051年4月11日 |
| 64            | 65            |               |
| 2069年4月21日 | 2087年5月2日  |               |

### 默冬序列
默冬序列是至少包含5個以19年（6939.69天）重覆出現的食的週期組合，而這些日食幾乎都出現在日曆上相同的日期。另一方面，它也包含了1/5長或3.8年（1387.94天）的子週期。
這個序列從2011年6月1日至2087年6月1日，共有21次日食事件。
| 5月31日-6月1日 | 3月20日       | 1月5-6日     | 10月24-25日    | 8月12-13日    |
| 118            | 119           | 121          | 123            | 125           |
| -------------- | ------------- | ------------ | -------------- | ------------- |
| 2011年6月1日   | 2015年3月20日 | 2019年1月6日 | 2022年10月25日 | 2026年8月12日 |
| 128            | 129           | 131          | 133            | 135           |
| 2030年6月1日   | 2034年3月20日 | 2038年1月5日 | 2041年10月25日 | 2045年8月12日 |
| 138            | 139           | 141          | 143            | 145           |
| 2049年5月31日  | 2053年3月20日 | 2057年1月5日 | 2060年10月24日 | 2064年8月12日 |
| 148            | 149           | 151          | 153            | 155           |
| 2068年5月31日  | 2072年3月19日 | 2076年1月6日 | 2079年10月24日 | 2083年8月13日 |
| 157            |               |              |                |               |
| 2087年6月1日   |               |              |                |               |

## 相片集

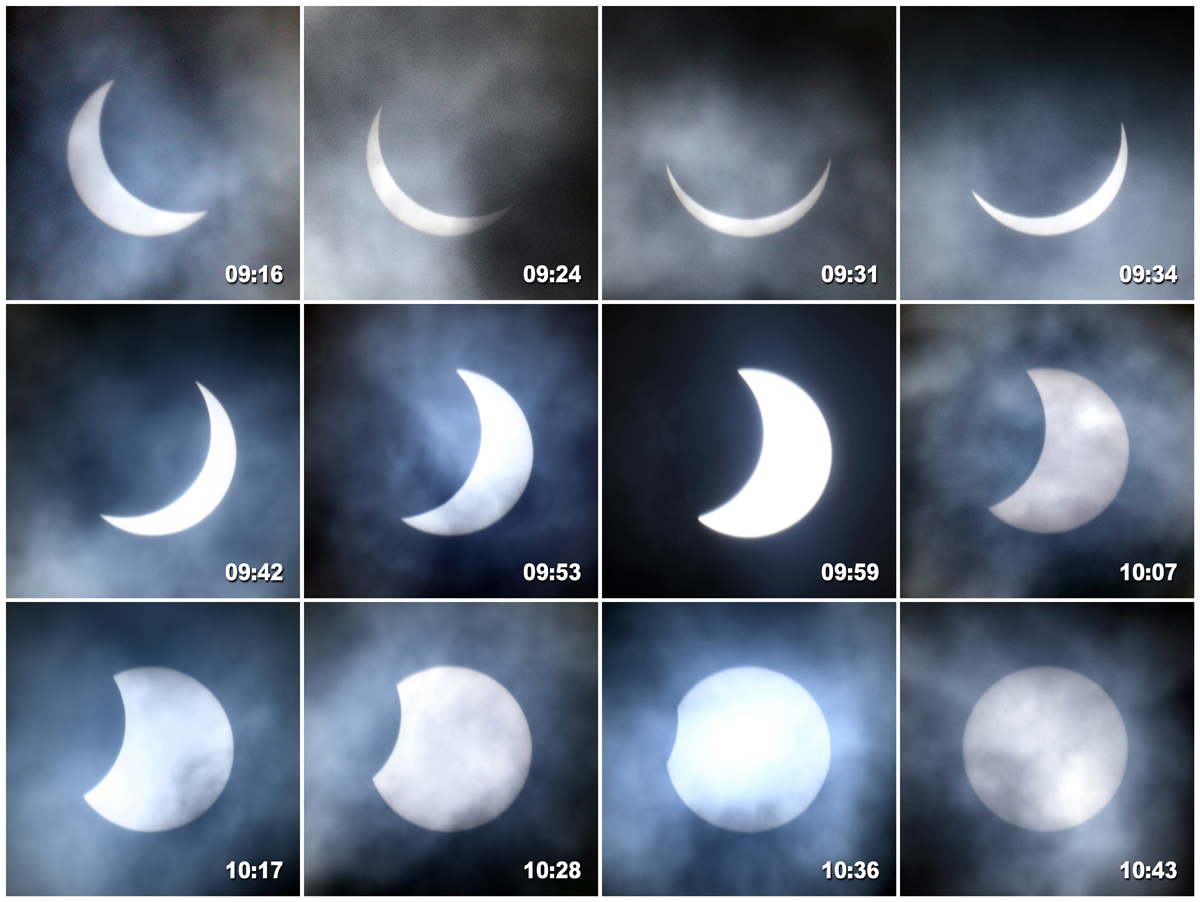
英國謝菲爾德的日偏食過程。
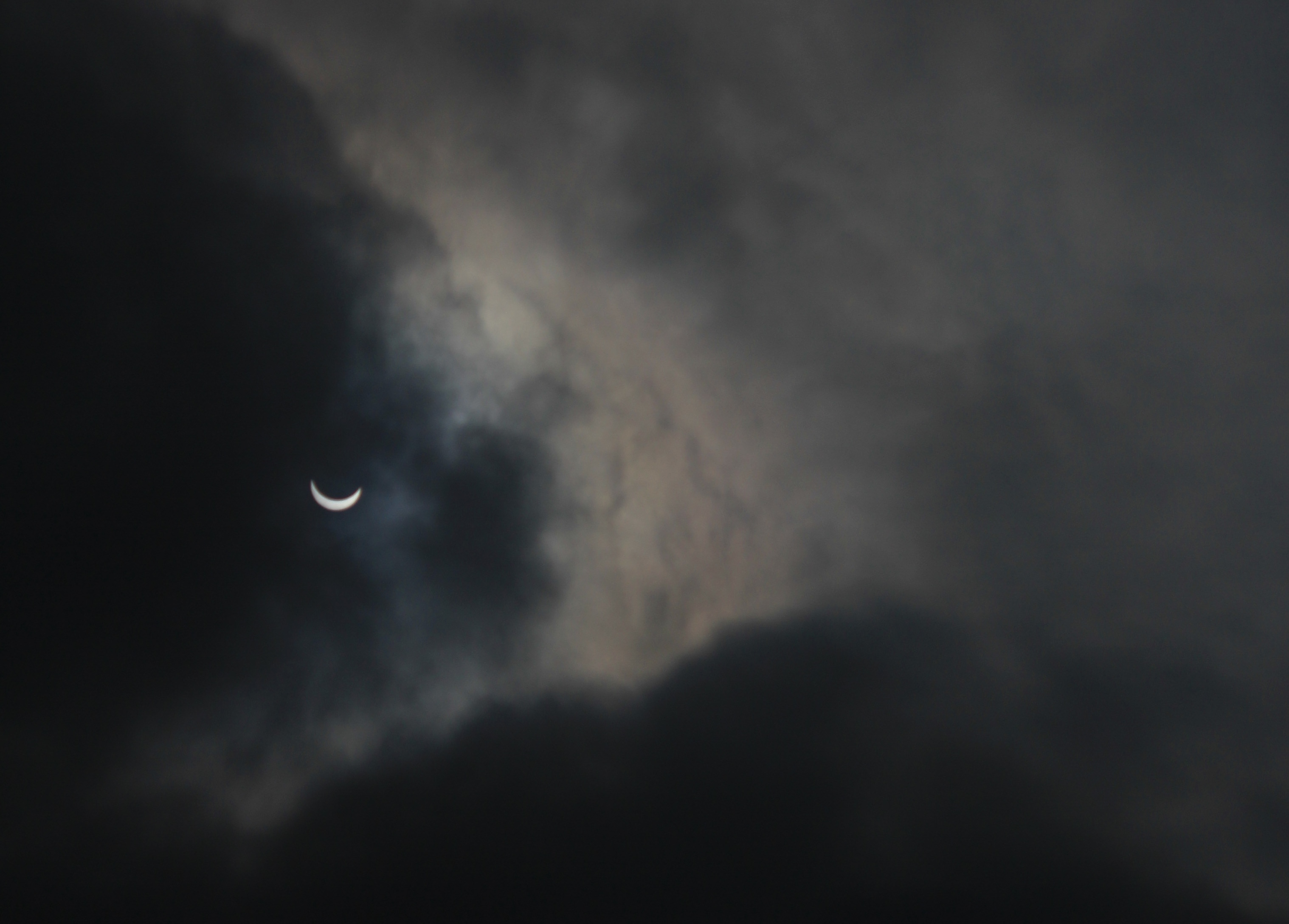
法國洛里昂的日偏食，時間為9:19:54 UTC。
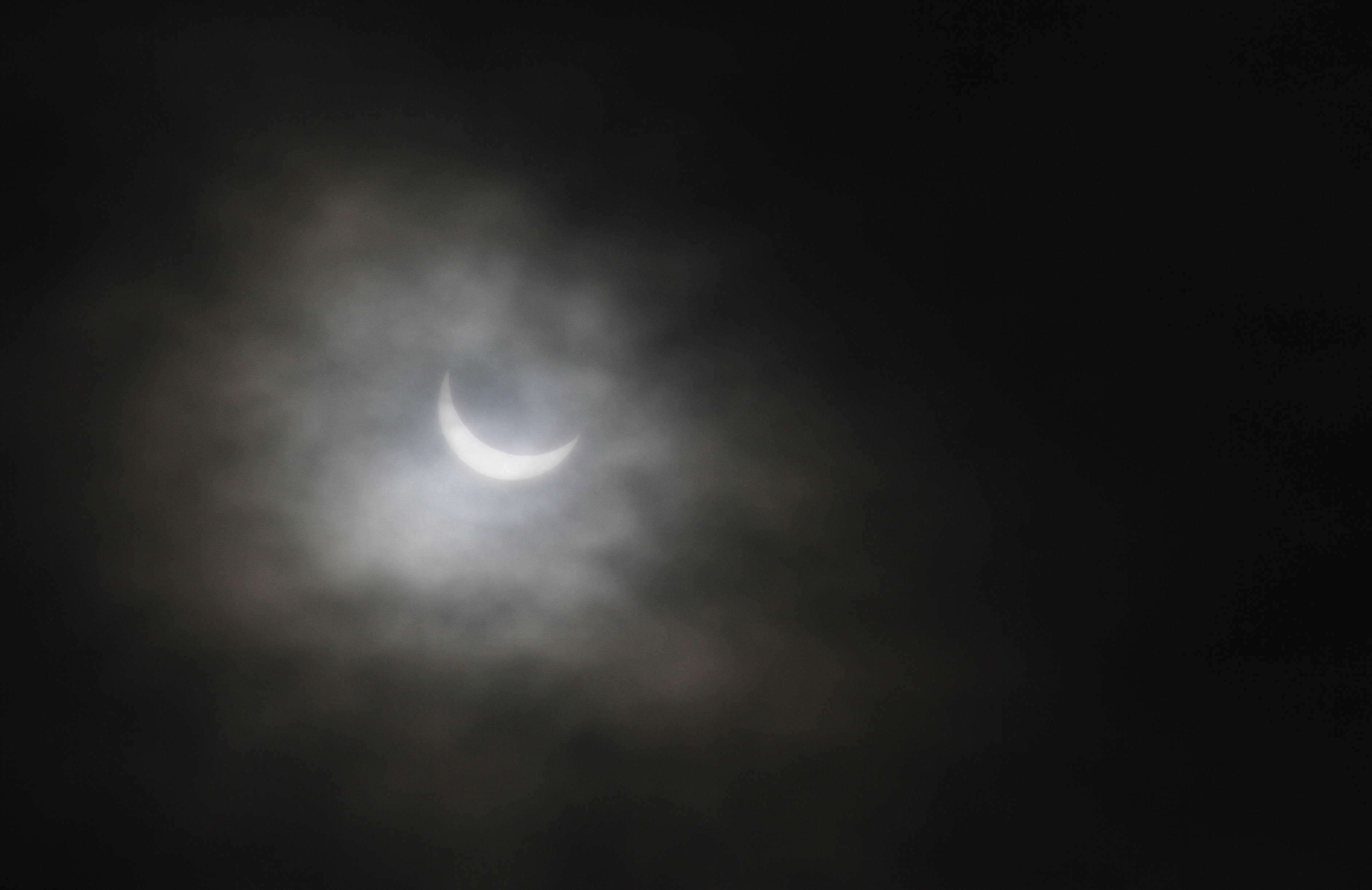
瑞典的日偏食，時間為9:28:00 UTC。
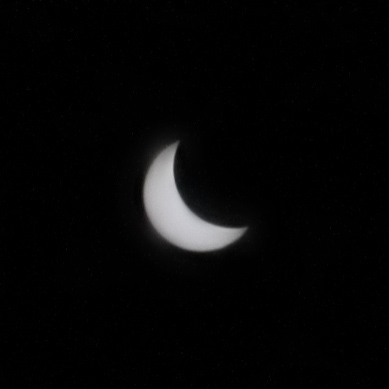
德國柏林的日偏食，時間為9:28:36 UTC。
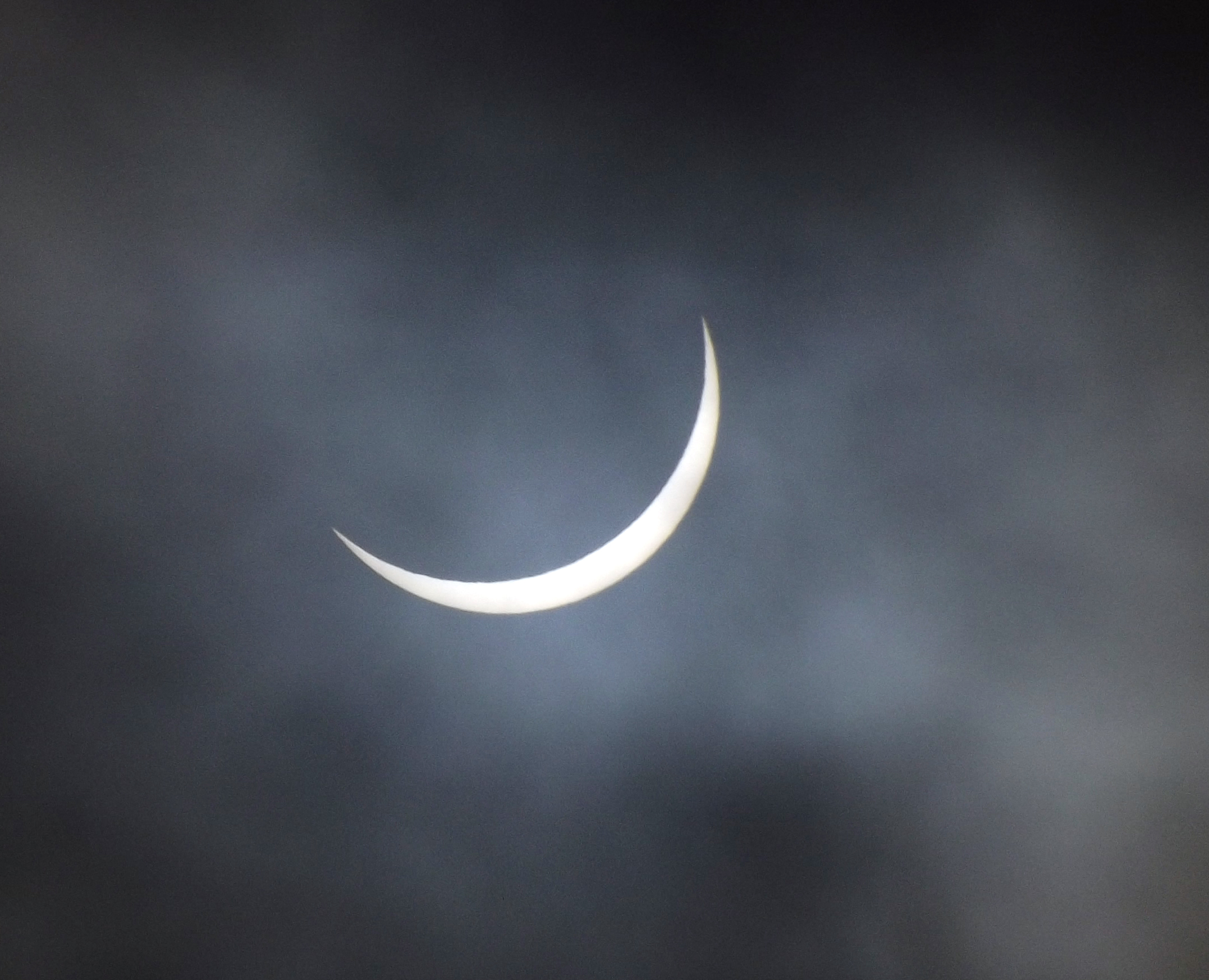
愛爾蘭都柏林的日偏食，時間為9:30:09 UTC。
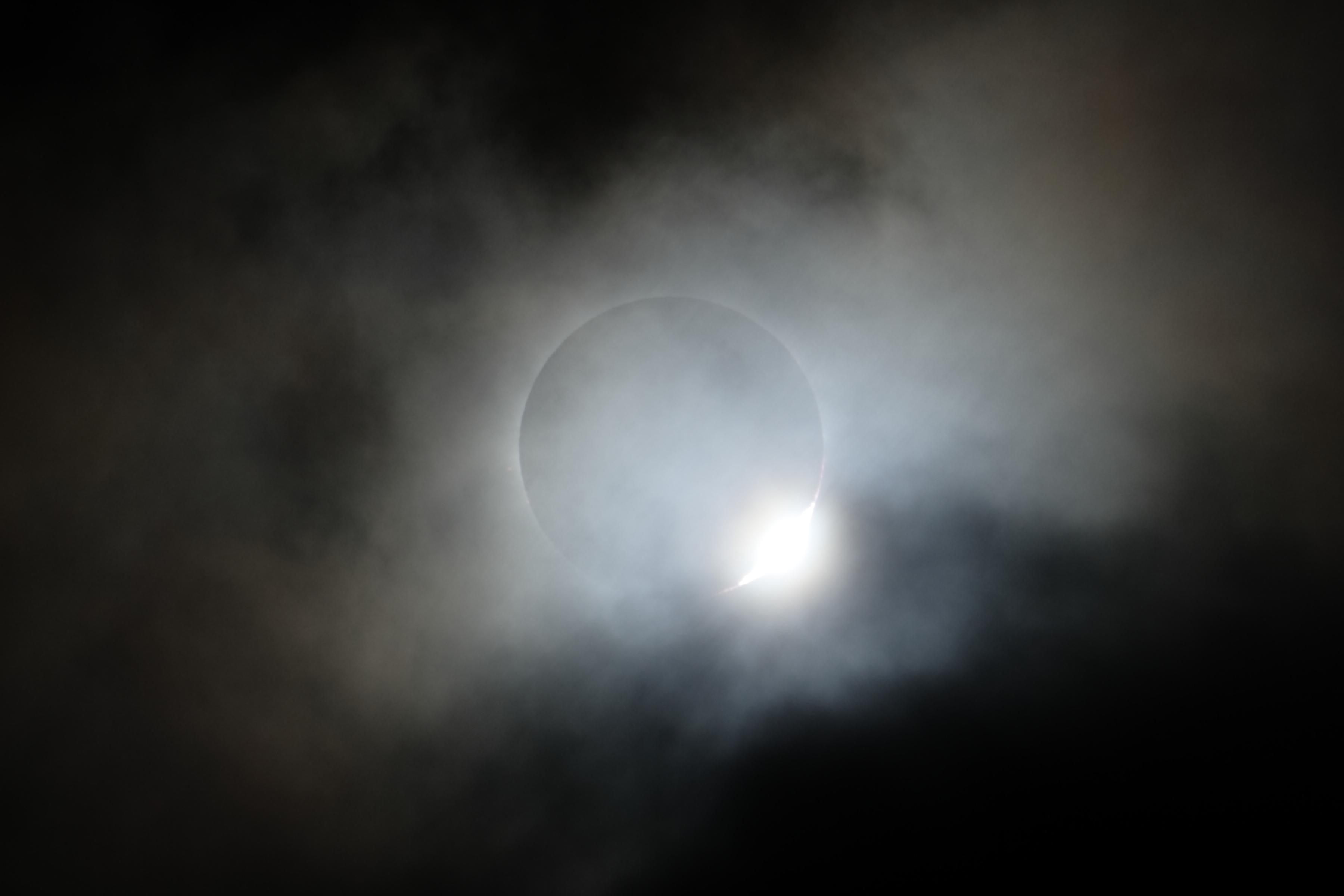
法羅群島托爾斯港的日全食，時間為9:43:14 UTC。
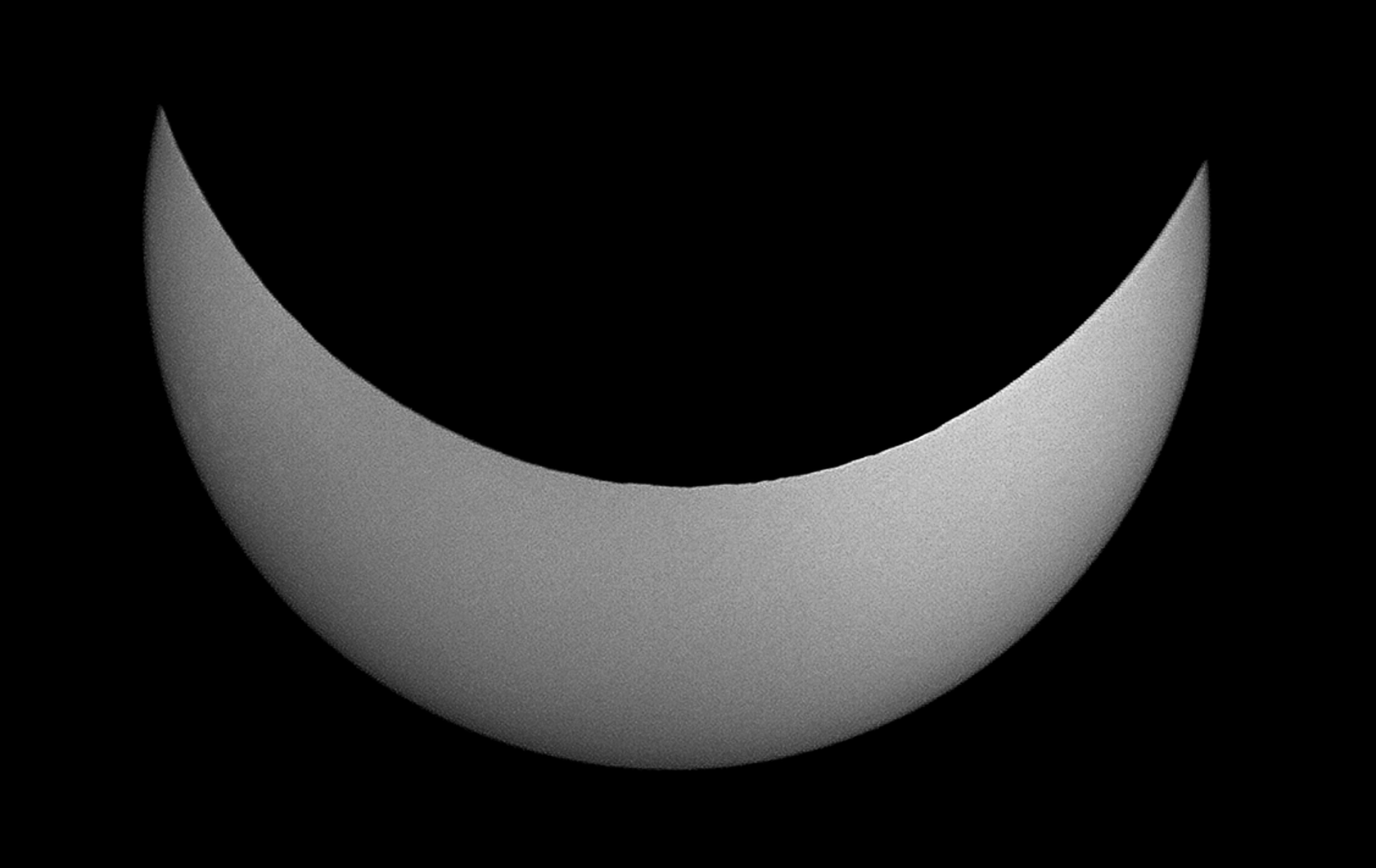
波蘭弗羅茨瓦夫的日偏食，時間為9:43:55 UTC。
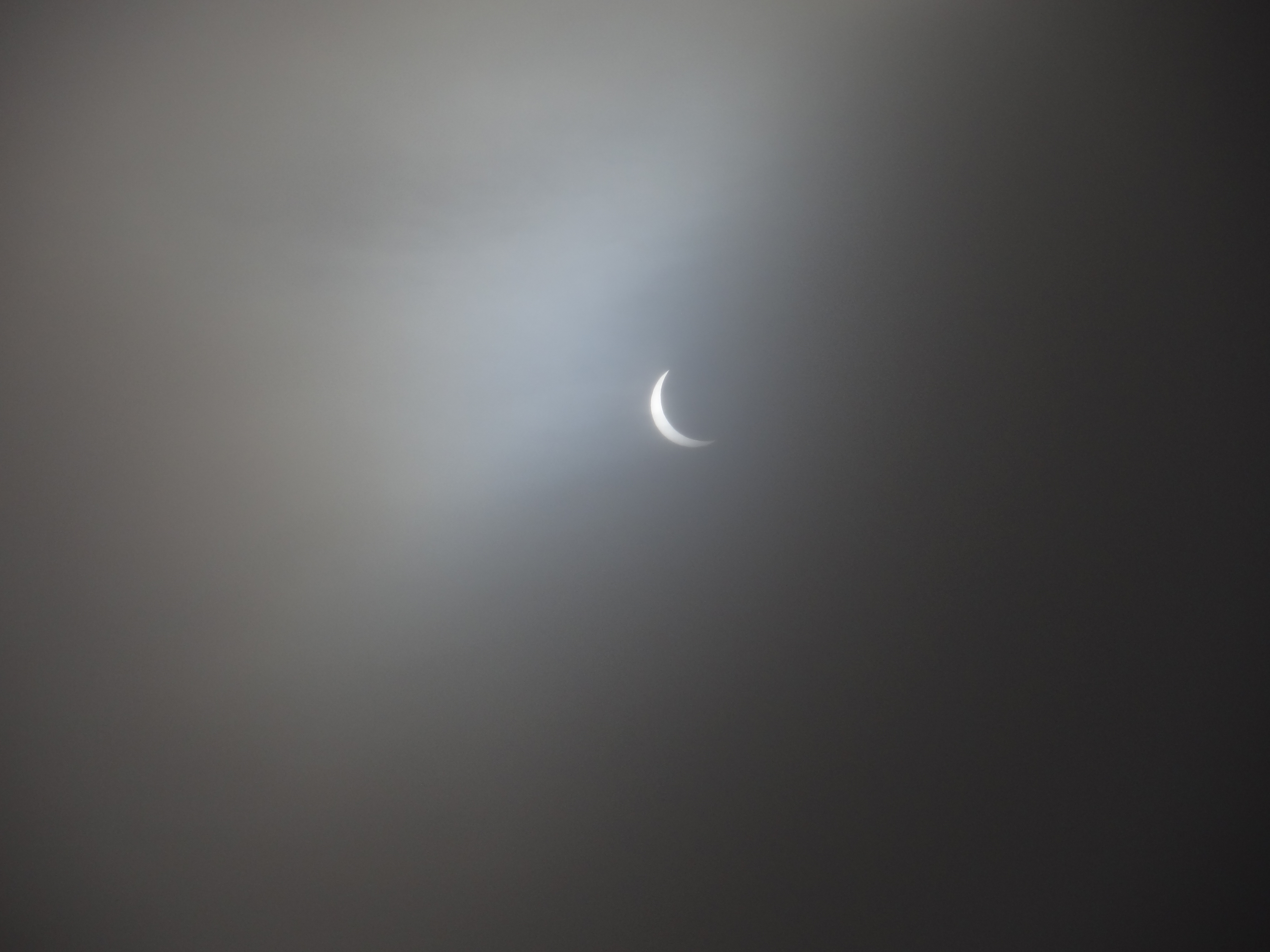
挪威亞爾特達爾的日偏食，時間為9:47:00 UTC。
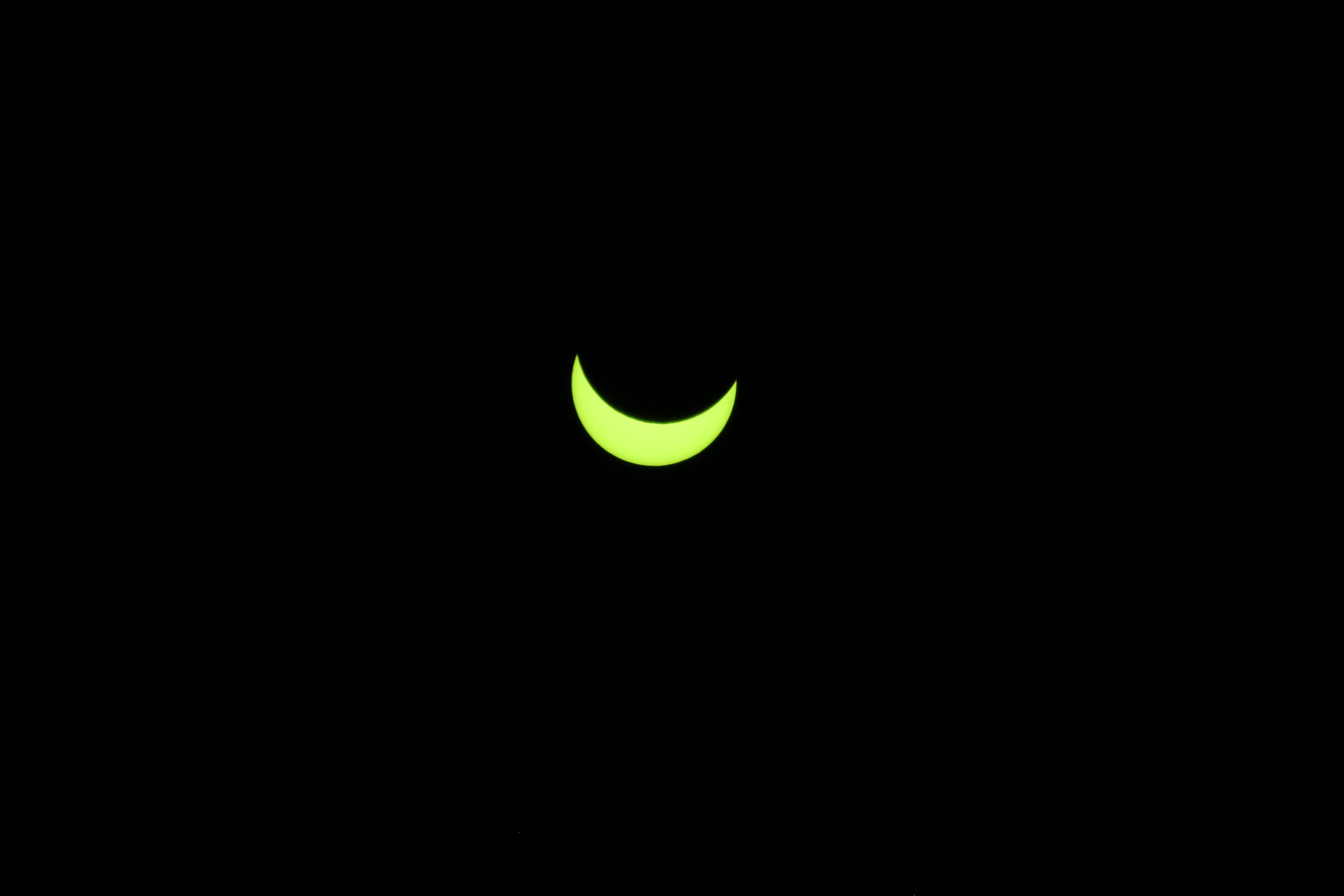
捷克布拉格的日偏食，時間為9:48:53 UTC。
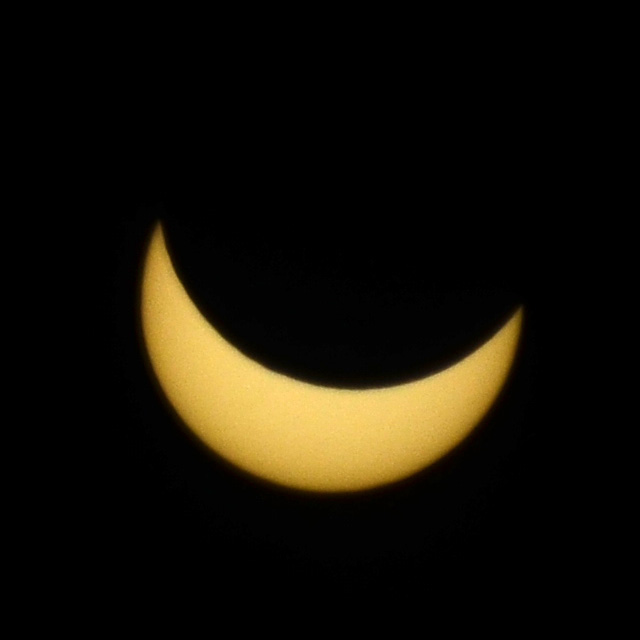
波蘭華沙的日偏食，時間為9:56:00 UTC。
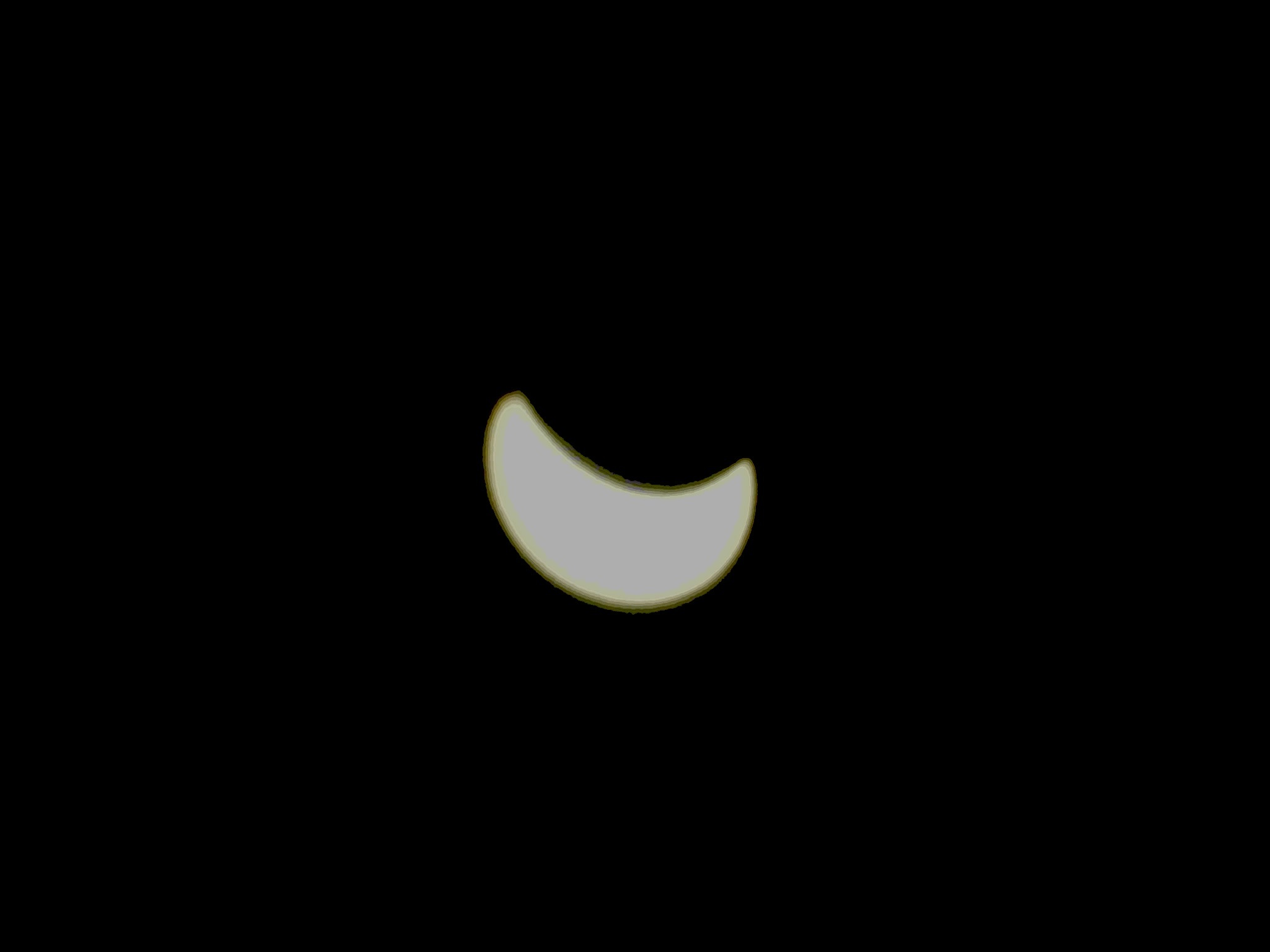
匈牙利布達佩斯的日偏食，時間為9:59:45 UTC。
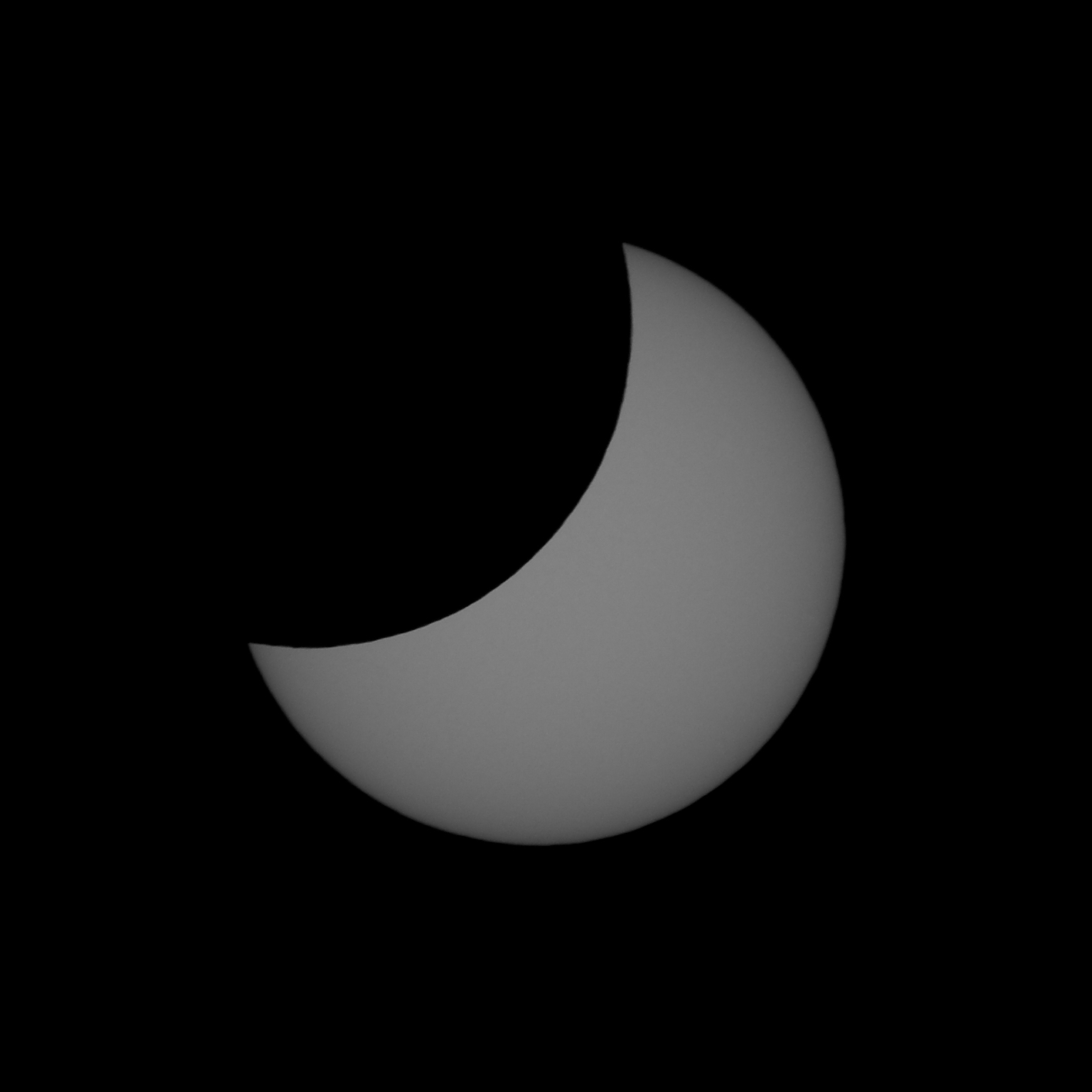
奥地利布雷根茨的日偏食，時間為10:05:47 UTC。
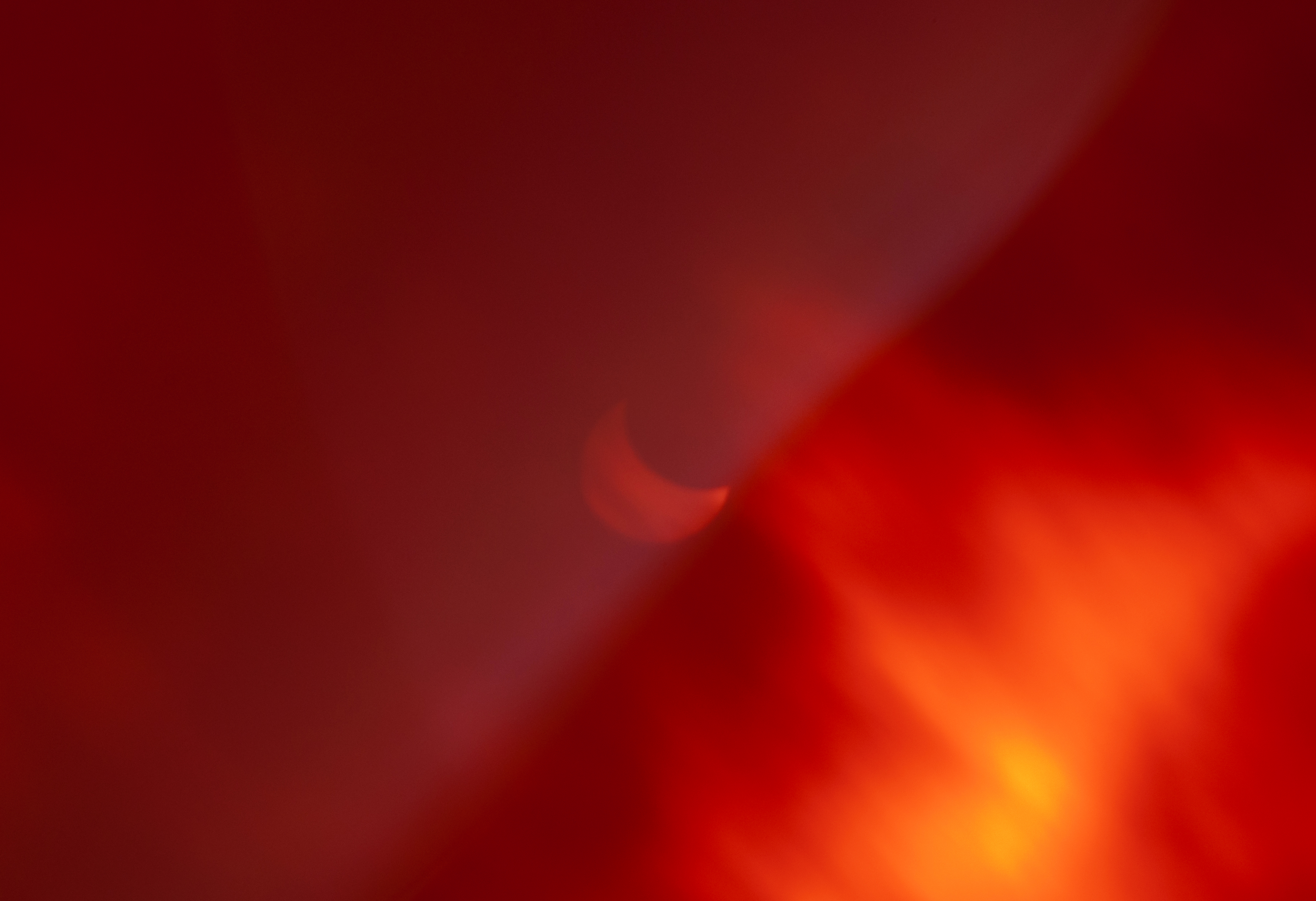
意大利米蘭的日偏食，時間為10:07:49 UTC。
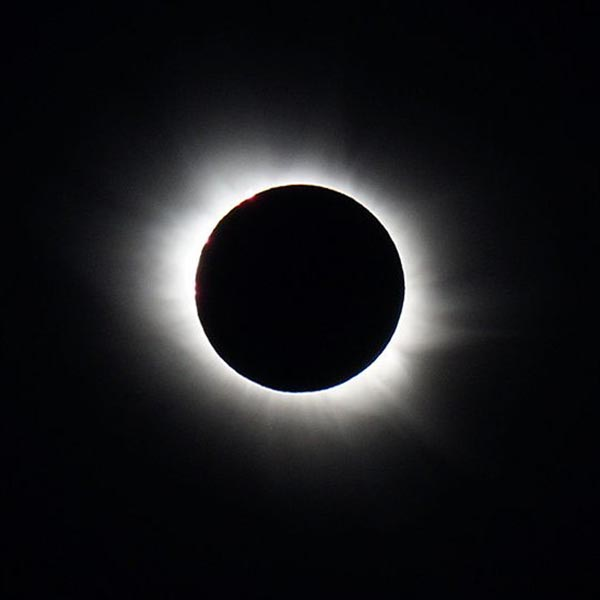
斯瓦爾巴朗伊爾城的日全食，時間為10:14:45 UTC。
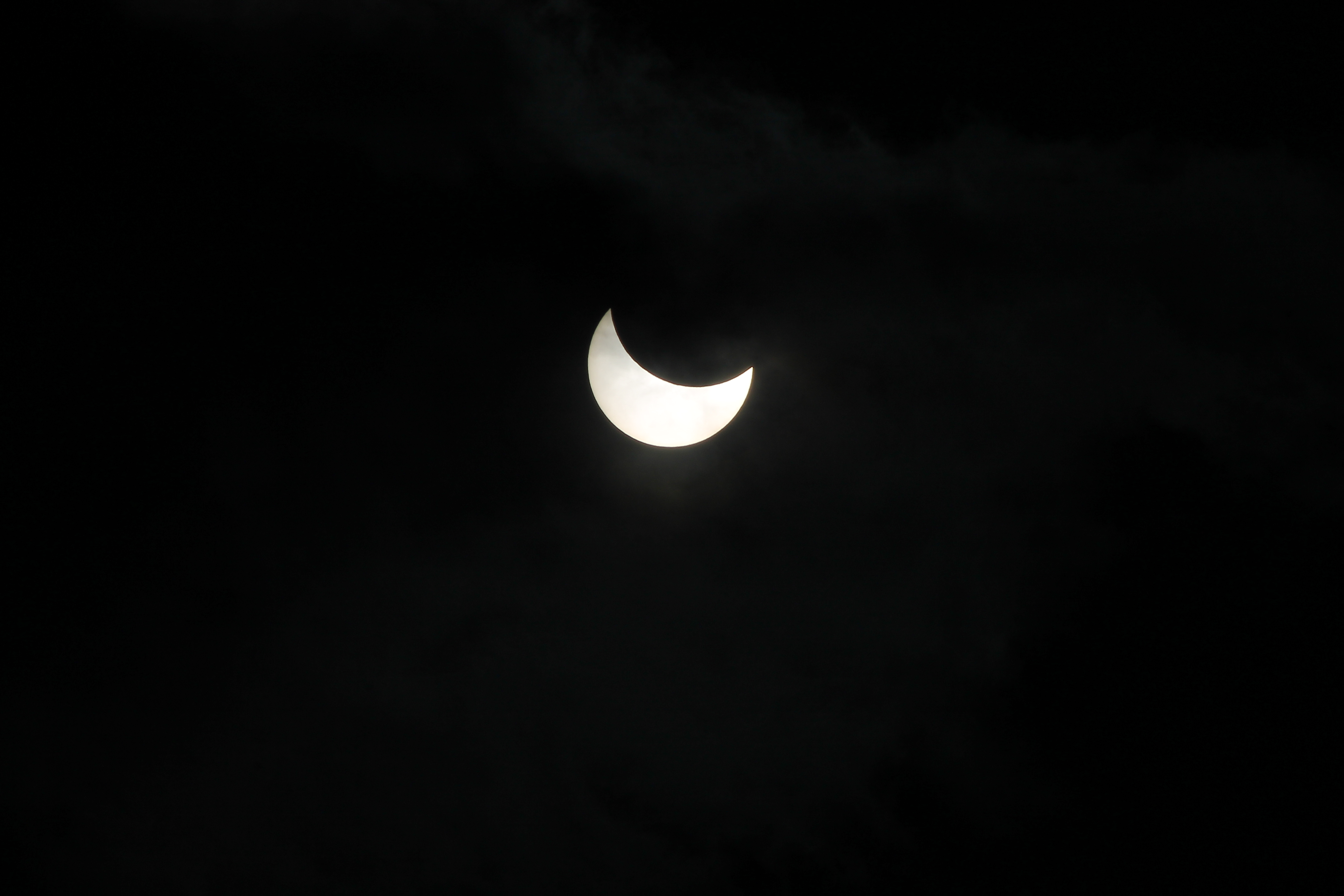
烏克蘭基輔的日偏食，時間為10:28:17 UTC。
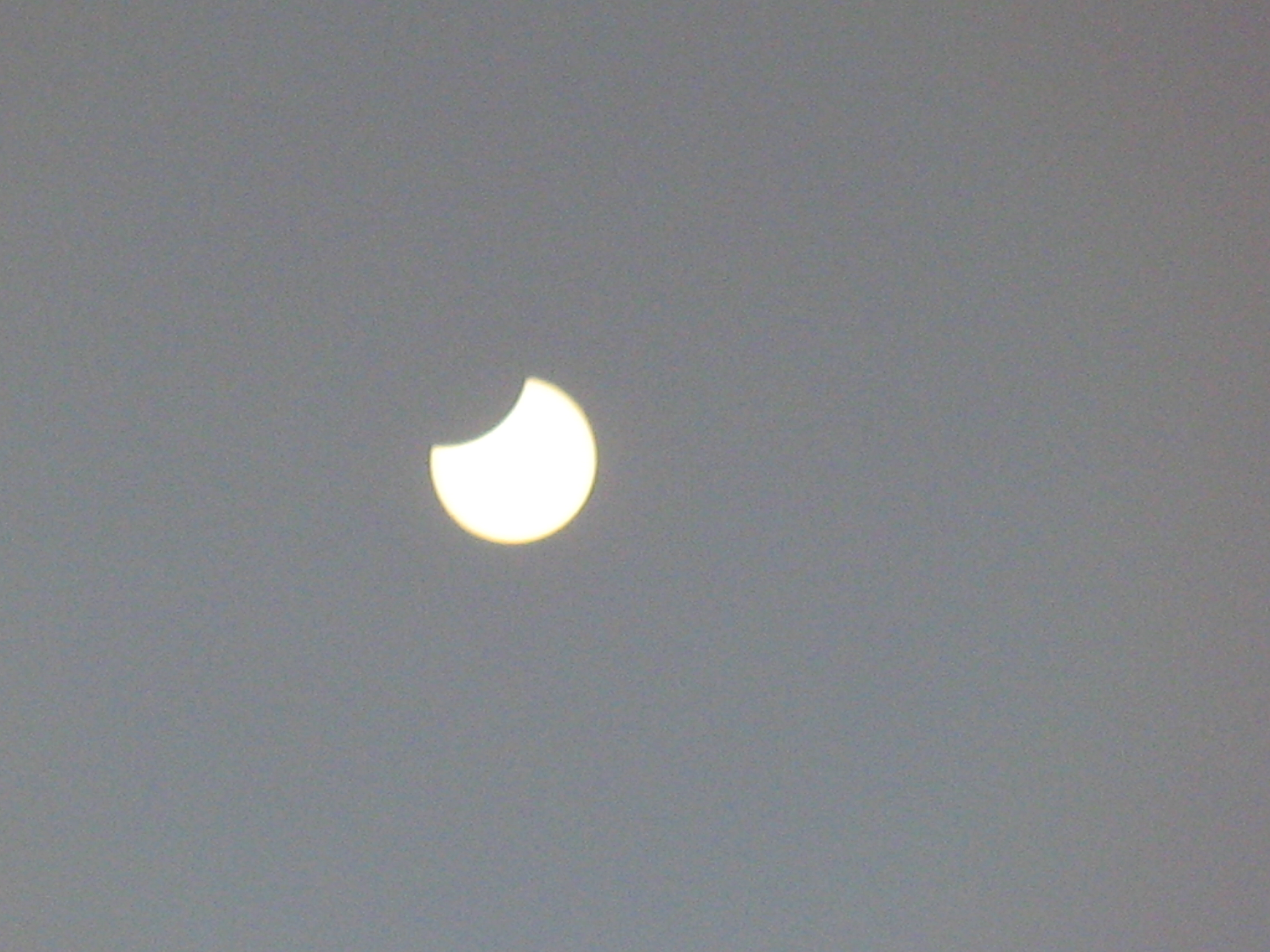
蒙特內哥羅烏爾齊尼的日偏食，時間為10:34:14 UTC。
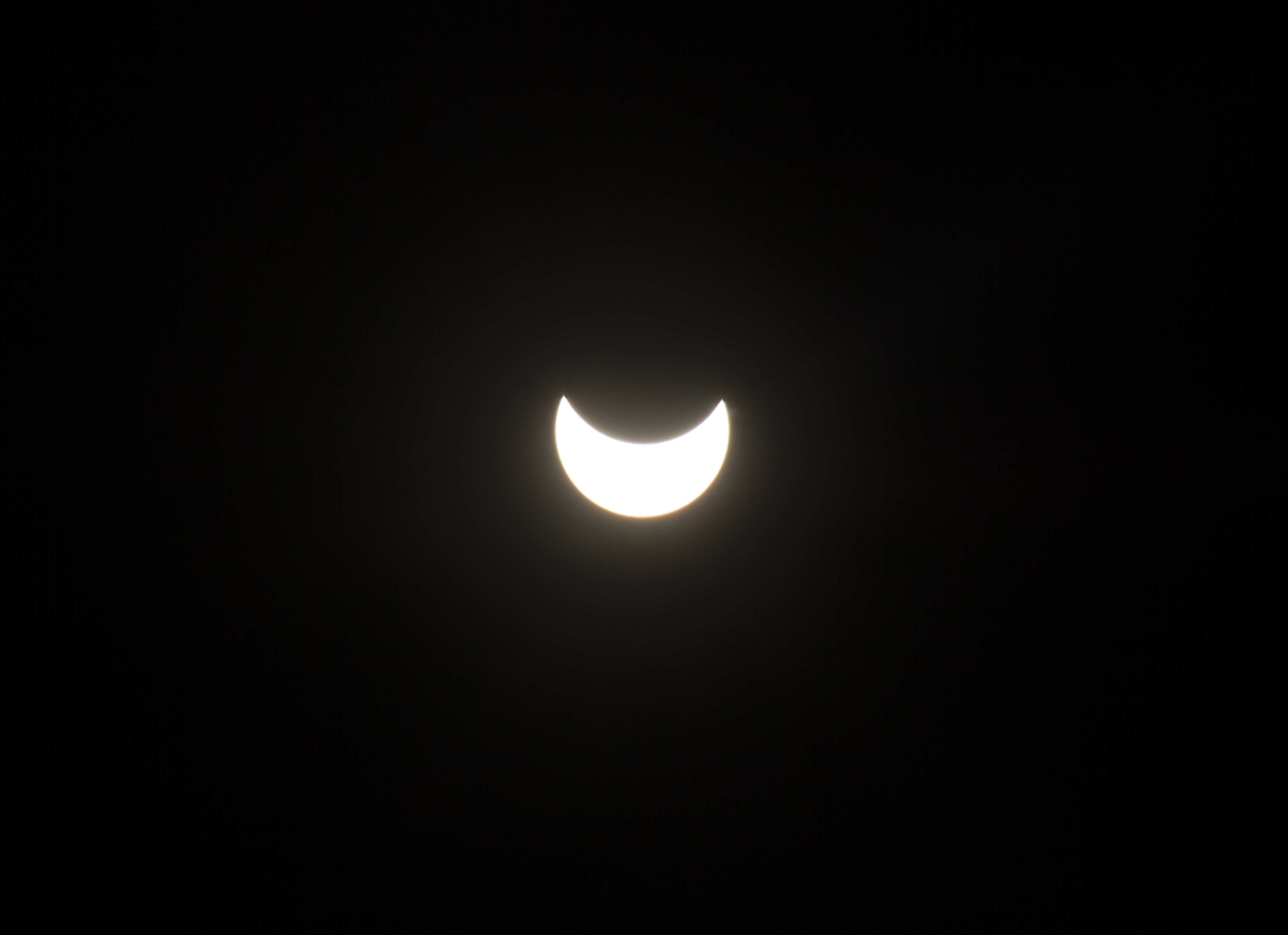
俄羅斯莫斯科的日偏食，時間為10:35:27 UTC。

## 資料來源
1. ↑  樊忠玉. . 中国天文科普网. 2010-01-23  [2015-08-04]. （原始内容存档于2014-09-17）.
2. 1 2  Fred Espenak. . NASA Eclipse Web Site.   [2015-09-05]. （原始内容存档于2016-03-12）.（英文）
3. ↑  Fred Espenak. . NASA Eclipse Web Site.   [2015-09-05]. （原始内容存档于2015-08-27）.（英文）
4. ↑  Xavier M. Jubier. .   [2016-01-10]. （原始内容存档于2016-02-01）.（法文）（英文）
5. ↑  Fred Espenak. . NASA Eclipse Web Site.   [2015-09-05]. （原始内容存档于2008-08-08）.（英文）
6. ↑  Fred Espenak. . NASA Eclipse Web Site.   [2016-01-04]. （原始内容存档于2016-01-11）.（英文）
7. ↑  Fred Espenak. . NASA Eclipse Web Site.   [2015-12-18]. （原始内容存档于2016-03-08）.（英文）
8. ↑  Fred Espenak. . NASA Eclipse Web Site.（英文）

## 外部連結
- NASA日食專頁（页面存档备份，存于）（英文）
- 可見區域圖和時間統計：由弗雷德·埃斯佩纳克做出的日食預報，NASA/GSFC
  - Google互動地圖呈現的日食範圍
  - 貝塞爾元素
- Google地圖顯示的日全食和日偏食範圍（页面存档备份，存于）（法文）（英文）

圖片及錄影：
- 北半球的春分日食，2015年3月21日每日一天文圖，拍攝於斯瓦尔巴朗伊爾城
- 雙重日食，日偏食過程中国际空间站從太阳前方穿過，2015年3月22日每日一天文圖，拍攝於西班牙弗雷赫納爾-德拉謝拉
- 鑽石環與贝利珠，2015年3月28日每日一天文圖，拍攝於斯瓦尔巴朗伊爾城
- 斯瓦尔巴群島所見的日冕，2015年3月31日每日一天文圖
- 教室裡的日食鞋子，2016年3月8日每日一天文圖，德国羅森菲爾德（德语：Rosenfeld）的日偏食
- YouTube上的日全食的全阶段的中心，对准录像

| \| \| 日食 \|                              |                              |                                           |
| 上一次日食： 2014年10月23日日食 （日偏食） | 2015年3月20日日食 （日全食） | 下一次日食： 2015年9月13日日食 （日偏食） |
| 上一次日全食： 2012年11月13日日食          | 2015年3月20日日食 （日全食） | 下一次日全食： 2016年3月9日日食           |
|                                            | 日食                         |                                           |